# Octomeria colombiana
Octomeria colombiana är en orkidéart som beskrevs av Rudolf Schlechter. Octomeria colombiana ingår i släktet Octomeria och familjen orkidéer. Inga underarter finns listade i Catalogue of Life.